# Firmiana diversifolia
Firmiana diversifolia là một loài thực vật có hoa trong họ Cẩm quỳ. Loài này được A.Gray mô tả khoa học đầu tiên năm 1854.